# Lista siturilor arheologice din județul Ilfov - G
Lista siturilor arheologice din județul Ilfov - G conține toate siturile arheologice din județul Ilfov înscrise în Repertoriul Arheologic Național (RAN) și aflate în localități al căror nume începe cu litera G. RAN este administrat de Ministerul Culturii și Patrimoniului Național și cuprinde date științifice, cartografice, topografice, imagini și planuri, precum și orice alte informații privitoare la zonele cu potențial arheologic, studiate sau nu, încă existente sau dispărute.
Puteți căuta un sit din localitățile care încep cu litera G folosind formularul de mai jos sau puteți naviga prin toate siturile din județ la Lista siturilor arheologice din județul Ilfov.
| Cod RAN                                   | Denumire | Localitate                      | Adresă                              | Datare                                      | Descoperit | Coordonate                                    | Imagine           | Erori            |
| ----------------------------------------- | --- | ------------------------------- | ----------------------------------- | ------------------------------------------- | ---------- | --------------------------------------------- | ----------------- | ---------------- |
| 179356.04.01 (Cod LMI: IF-I-s-B-15192)    | Așezarea din epoca bronzului de la Glina - "Abator" / ansamblu anonim (Categorie: locuire civilă) (Tip: Așezare)                  | sat Glina, comuna Glina         | Abator                              | Tei                                         |            |                                               | Încărcați imagine | Raportați eroare |
| 163707.02.01 (Cod LMI: IF-I-m-B-15194.01) | Situl arheologic de la Glina (Bobești)-Via lui Poleașcă / ansamblu anonim (Categorie: locuire civilă) (Tip: Așezare)              | sat Glina, comuna Glina         | Via lui Poleașcă                    | sec. III - IV p. Chr.                       |            |                                               | Încărcați imagine | Raportați eroare |
| 179356.02.02 (Cod LMI: IF-I-m-B-15194.02) | Situl arheologic de la Glina (Bobești)-Via lui Poleașcă / ansamblu anonim (Categorie: locuire civilă) (Tip: Așezare)              | sat Glina, comuna Glina         | Via lui Poleașcă                    | Gumelnița                                   |            |                                               | Încărcați imagine | Raportați eroare |
| 179356.01.01 (Cod LMI: IF-I-m-B-15195.02) | Situl arheologic de la Glina - "Sediul Fermei nr. 1" / ansamblu anonim (Categorie: locuire civilă) (Tip: Așezare)                 | sat Glina, comuna Glina         | Sediul Fermei nr. 1                 | Glina                                       |            |                                               | Încărcați imagine | Raportați eroare |
| 179356.01.02 (Cod LMI: IF-I-s-B-15195)    | Situl arheologic de la Glina - "Sediul Fermei nr. 1" / ansamblu anonim (Categorie: locuire civilă) (Tip: Așezare)                 | sat Glina, comuna Glina         | Sediul Fermei nr. 1                 | sec.III-IV                                  |            |                                               | Încărcați imagine | Raportați eroare |
| 179356.01.03 (Cod LMI: IF-I-s-B-15195)    | Situl arheologic de la Glina - "Sediul Fermei nr. 1" / ansamblu anonim (Categorie: locuire civilă) (Tip: Așezare)                 | sat Glina, comuna Glina         | Sediul Fermei nr. 1                 |                                             |            |                                               | Încărcați imagine | Raportați eroare |
| 179356.01.04 (Cod LMI: IF-I-m-B-15195.03) | Situl arheologic de la Glina - "Sediul Fermei nr. 1" / ansamblu anonim (Categorie: locuire civilă) (Tip: Așezare)                 | sat Glina, comuna Glina         | Sediul Fermei nr. 1                 | Boian                                       |            |                                               | Încărcați imagine | Raportați eroare |
| 179356.03.01 (Cod LMI: IF-I-s-B-15196)    | Situl arheologic de la Glina / ansamblu anonim (Categorie: locuire civilă) (Tip: Așezare)                                         | sat Glina, comuna Glina         |                                     |                                             |            |                                               | Încărcați imagine | Raportați eroare |
| 179356.03.02 (Cod LMI: IF-I-m-B-15196.02) | Situl arheologic de la Glina / ansamblu anonim (Categorie: locuire civilă) (Tip: Așezare)                                         | sat Glina, comuna Glina         |                                     | sec. IX - XI                                |            |                                               | Încărcați imagine | Raportați eroare |
| 179356.03.03 (Cod LMI: IF-I-m-B-15196.05) | Situl arheologic de la Glina / ansamblu anonim (Categorie: locuire civilă) (Tip: Așezare)                                         | sat Glina, comuna Glina         |                                     | Gumelnița                                   |            |                                               | Încărcați imagine | Raportați eroare |
| 179356.03.04 (Cod LMI: IF-I-m-B-15196.03) | Situl arheologic de la Glina / ansamblu anonim (Categorie: locuire civilă) (Tip: Așezare)                                         | sat Glina, comuna Glina         |                                     | sec.II-IV                                   |            |                                               | Încărcați imagine | Raportați eroare |
| 179356.03.05 (Cod LMI: IF-I-m-B-15196.01) | Situl arheologic de la Glina / ansamblu anonim (Categorie: locuire civilă) (Tip: Așezare)                                         | sat Glina, comuna Glina         |                                     | sec.XVII-XVIII                              |            |                                               | Încărcați imagine | Raportați eroare |
| 103452.01.01 (Cod LMI: IF-I-m-B-15197.02) | Așezarea preistorică de la Grădiștea - "La Ceair" / ansamblu anonim (Categorie: locuire civilă) (Tip: Așezare)                    | sat Grădiștea, comuna Grădiștea | La Ceair                            | Glina/Tei - III                             |            |                                               | Încărcați imagine | Raportați eroare |
| 103452.01.02 (Cod LMI: IF-I-m-B-15197.01) | Așezarea preistorică de la Grădiștea - "La Ceair" / ansamblu anonim (Categorie: locuire civilă) (Tip: Așezare)                    | sat Grădiștea, comuna Grădiștea | La Ceair                            | geto-dacică sec. II - I a. Chr.             |            |                                               | Încărcați imagine | Raportați eroare |
| 103452.02.01 (Cod LMI: IF-I-m-B-15198.03) | Situl arheologic de la Grădiștea-malul de sus al lacului Căldărușani / ansamblu anonim (Categorie: locuire civilă) (Tip: Așezare) | sat Grădiștea, comuna Grădiștea | malul de sus al lacului Căldărușani |                                             |            |                                               | Încărcați imagine | Raportați eroare |
| 103452.02.02 (Cod LMI: IF-I-m-B-15198.02) | Situl arheologic de la Grădiștea-malul de sus al lacului Căldărușani / ansamblu anonim (Categorie: locuire civilă) (Tip: Așezare) | sat Grădiștea, comuna Grădiștea | malul de sus al lacului Căldărușani | sec. V - VI                                 |            |                                               | Încărcați imagine | Raportați eroare |
| 103452.02.03 (Cod LMI: IF-I-m-B-15198.01) | Situl arheologic de la Grădiștea-malul de sus al lacului Căldărușani / ansamblu anonim (Categorie: locuire civilă) (Tip: Așezare) | sat Grădiștea, comuna Grădiștea | malul de sus al lacului Căldărușani | sec.XVI-XVIII                               |            |                                               | Încărcați imagine | Raportați eroare |
| 103452.03 (Cod LMI: IF-I-s-B-15199)       | Așezarea preistorică de la Grădiștea (Categorie: locuire civilă) (Tip: așezare)                                                   | sat Grădiștea, comuna Grădiștea |                                     |                                             |            |                                               | Încărcați imagine | Raportați eroare |
| 103452.03.01 (Cod LMI: IF-I-m-B-15199.02) | Așezarea preistorică de la Grădiștea / ansamblu anonim (Categorie: locuire civilă) (Tip: Așezare)                                 | sat Grădiștea, comuna Grădiștea |                                     |                                             |            |                                               | Încărcați imagine | Raportați eroare |
| 103452.03.02 (Cod LMI: IF-I-m-B-15199.01) | Așezarea preistorică de la Grădiștea / ansamblu anonim (Categorie: locuire civilă) (Tip: Așezare)                                 | sat Grădiștea, comuna Grădiștea |                                     | geto-dacică                                 |            |                                               | Încărcați imagine | Raportați eroare |
| 103522.01.01 (Cod LMI: IF-I-m-B-15202.04) | Situl arheologic de la Gruiu - "Maidan" / ansamblu anonim (Categorie: locuire) (Tip: Așezare)                                     | sat Gruiu, comuna Gruiu         | Maidan                              |                                             |            |                                               | Încărcați imagine | Raportați eroare |
| 103522.01.02 (Cod LMI: IF-I-m-B-15202.03) | Situl arheologic de la Gruiu - "Maidan" / ansamblu anonim (Categorie: locuire) (Tip: Necropolă)                                   | sat Gruiu, comuna Gruiu         | Maidan                              | sec. III p. Chr.                            |            |                                               | Încărcați imagine | Raportați eroare |
| 103522.01.03 (Cod LMI: IF-I-m-B-15202.02) | Situl arheologic de la Gruiu - "Maidan" / ansamblu anonim (Categorie: locuire) (Tip: Așezare)                                     | sat Gruiu, comuna Gruiu         | Maidan                              | Dridu sec. IX - XI                          |            |                                               | Încărcați imagine | Raportați eroare |
| 103522.01.04 (Cod LMI: IF-I-m-B-15202.01) | Situl arheologic de la Gruiu - "Maidan" / ansamblu anonim (Categorie: locuire) (Tip: Necropolă)                                   | sat Gruiu, comuna Gruiu         | Maidan                              | sec. XIV - XV                               |            |                                               | Încărcați imagine | Raportați eroare |
| 102507.02.01                              | Situl arheologic de la Gagu-la cca. 500 m SE / ansamblu anonim (Categorie: locuire civilă) (Tip: Așezare)                         | sat Gagu, comuna Dascălu        | La cca. 500 m SE                    | geto-dacică sec. II - I a.Chr.              |            | 44°36′42″N 26°16′06″E / 44.61167°N 26.26833°E | Încărcați imagine | Raportați eroare |
| 102507.02.02                              | Situl arheologic de la Gagu-la cca. 500 m SE / ansamblu anonim (Categorie: locuire civilă) (Tip: Așezare)                         | sat Gagu, comuna Dascălu        | La cca. 500 m SE                    | Sântana de Mureș - Cerneahov sec. IV p.Chr. |            | 44°36′42″N 26°16′06″E / 44.61167°N 26.26833°E | Încărcați imagine | Raportați eroare |
| 102507.02.03                              | Situl arheologic de la Gagu-la cca. 500 m SE / ansamblu anonim (Categorie: locuire civilă) (Tip: Așezare)                         | sat Gagu, comuna Dascălu        | La cca. 500 m SE                    | Ciurelu                                     |            | 44°36′42″N 26°16′06″E / 44.61167°N 26.26833°E | Încărcați imagine | Raportați eroare |
| 102507.02.04                              | Situl arheologic de la Gagu-la cca. 500 m SE / ansamblu anonim (Categorie: locuire civilă) (Tip: Așezare)                         | sat Gagu, comuna Dascălu        | La cca. 500 m SE                    | Dridu sec. IX - X                           |            | 44°36′42″N 26°16′06″E / 44.61167°N 26.26833°E | Încărcați imagine | Raportați eroare |
| 102507.03.01                              | Situl arheologic de la Gagu-la SE de sat / ansamblu anonim (Categorie: locuire civilă) (Tip: Așezare)                             | sat Gagu, comuna Dascălu        | la SE de sat                        | Coslogeni                                   | 1986       | 44°36′41″N 26°15′36″E / 44.61139°N 26.26°E    | Încărcați imagine | Raportați eroare |
| 102507.03.02                              | Situl arheologic de la Gagu-la SE de sat / ansamblu anonim (Categorie: locuire civilă) (Tip: Așezare)                             | sat Gagu, comuna Dascălu        | la SE de sat                        | geto-dacică                                 | 1986       | 44°36′41″N 26°15′36″E / 44.61139°N 26.26°E    | Încărcați imagine | Raportați eroare |
| 102507.03.03                              | Situl arheologic de la Gagu-la SE de sat / ansamblu anonim (Categorie: locuire civilă) (Tip: Așezare)                             | sat Gagu, comuna Dascălu        | la SE de sat                        | Sântana de Mureș - Cerneahov sec. IV        | 1986       | 44°36′41″N 26°15′36″E / 44.61139°N 26.26°E    | Încărcați imagine | Raportați eroare |
| 102507.03.04                              | Situl arheologic de la Gagu-la SE de sat / ansamblu anonim (Categorie: locuire civilă) (Tip: Așezare)                             | sat Gagu, comuna Dascălu        | la SE de sat                        | Dridu sec. IX - X                           | 1986       | 44°36′41″N 26°15′36″E / 44.61139°N 26.26°E    | Încărcați imagine | Raportați eroare |
| 102507.04.01                              | Așezarea culturii Dridu de la Gagu / ansamblu anonim (Categorie: locuire civilă) (Tip: așezare)                                   | sat Gagu, comuna Dascălu        |                                     | getică sec. II - I a. Chr.                  | 1986       | 44°36′48″N 26°15′27″E / 44.61333°N 26.2575°E  | Încărcați imagine | Raportați eroare |
| 102507.04.02                              | Așezarea culturii Dridu de la Gagu / ansamblu anonim (Categorie: locuire civilă) (Tip: așezare)                                   | sat Gagu, comuna Dascălu        |                                     | sec. IV                                     | 1986       | 44°36′48″N 26°15′27″E / 44.61333°N 26.2575°E  | Încărcați imagine | Raportați eroare |
| 102507.04.03                              | Așezarea culturii Dridu de la Gagu / ansamblu anonim (Categorie: locuire civilă) (Tip: așezare)                                   | sat Gagu, comuna Dascălu        |                                     | sec. VI - VII                               | 1986       | 44°36′48″N 26°15′27″E / 44.61333°N 26.2575°E  | Încărcați imagine | Raportați eroare |
| 102507.04.04                              | Așezarea culturii Dridu de la Gagu / ansamblu anonim (Categorie: locuire civilă) (Tip: așezare)                                   | sat Gagu, comuna Dascălu        |                                     |                                             | 1986       | 44°36′48″N 26°15′27″E / 44.61333°N 26.2575°E  | Încărcați imagine | Raportați eroare |
| 102507.05.01                              | Așezarea culturii Dridu de la V de satul Gagu / ansamblu anonim (Categorie: locuire civilă) (Tip: Așezare)                        | sat Gagu, comuna Dascălu        |                                     | Dridu sec. IX - X                           |            | 44°37′01″N 26°15′14″E / 44.61694°N 26.25389°E | Încărcați imagine | Raportați eroare |
| 179356.05.01 (Cod LMI: IF-I-m-B-15193.01) | Situl arheologic de la Glina-Canalul Colector / ansamblu anonim (Categorie: locuire) (Tip: Necropolă)                             | sat Glina, comuna Glina         | Canalul Colector                    | sec.XVII-XVIII                              |            |                                               | Încărcați imagine | Raportați eroare |
| 179356.05.02 (Cod LMI: IF-I-m-B-15193.02) | Situl arheologic de la Glina-Canalul Colector / ansamblu anonim (Categorie: locuire) (Tip: Așezare)                               | sat Glina, comuna Glina         | Canalul Colector                    | sec.II-III                                  |            |                                               | Încărcați imagine | Raportați eroare |
| 179356.05.03 (Cod LMI: IF-I-m-B-15193.03) | Situl arheologic de la Glina-Canalul Colector / ansamblu anonim (Categorie: locuire) (Tip: Așezare)                               | sat Glina, comuna Glina         | Canalul Colector                    |                                             |            |                                               | Încărcați imagine | Raportați eroare |
| 179356.05.04 (Cod LMI: IF-I-m-B-15193.04) | Situl arheologic de la Glina-Canalul Colector / ansamblu anonim (Categorie: locuire) (Tip: Așezare)                               | sat Glina, comuna Glina         | Canalul Colector                    | Boian/Gumelnița - Giulești                  |            |                                               | Încărcați imagine | Raportați eroare |